# Kotaro abita da solo
Kotaro abita da solo (コタローは1人暮らし?, Kotarō wa hitori gurashi) è un manga scritto e disegnato  da Mami Tsumura. Il manga è iniziato con la serializzazione sulla rivista Big Comic Superior della casa editrice Shogakukan dal 13 marzo 2015. Un adattamento televesivo di tipo dorama è andato in onda dal 24 aprile al 26 giugno 2021 sulla rete TV Asahi. In seguito, sono stati creati 10 episodi ONA, prodotti dallo studio Liden Films e trasmessi su Netflix, che sono andati onda il 10 marzo 2022.

## Trama
Un bambino di soli 4 anni, chiamato Kotaro Satо̄, si trasferisce in un condominio vivendo e facendo le faccende da solo. Kotaro vive da solo poiché costretto a crescere e diventare adulto a causa dell'abbandono che ha vissuto da parte dei suoi genitori, decidendo che era meglio per lui vivere da solo anziché stare con genitori che non si prendevano quasi mai del tempo per il bambino.

## Personaggi
Kotaro Satо̄ (さとう コタロー?, Satо̄ Kotarо̄)
Doppiato da: Rie Kugimiya (ed. giapponese), Martina Tamburello (ed. italiana)
Kotaro è un bambino di quattro anni che vive da solo nella stanza 203 dell'appartamento Shimizu per una ragione. È in grado di pulire, lavare e cucinare da solo. Inoltre parla in un modo che sembra essere fuori luogo in termini cronologici perché parla come se fosse un vecchio signore vissuto molto tempo fa. Naturalmente, il fatto che potesse prendersi cura di se stesso correttamente e fosse in grado di vivere come un adulto esperto ha sorpreso tutti. Ha una cotta precoce per Mizuki. I suoi capelli sono a caschetto, e ha occhi neri.
Shin Karino (狩野 進?, Karino Shin)
Doppiato da: Toshiki Masuda (ed. giapponese), Ermanno Giampetruzzi (ed. italiana)
Shin è un mangaka senza successo che vive nella stanza 202 dell'appartamento Shimizu. Osserva spesso Kotaro, va con lui ai bagni pubblici e lo accompagna all'asilo. Ha capelli a punta gialli e occhi neri.
Isamu Tamaru (田丸 勇?, Tamaru Isamu)
Doppiato da: Junichi Suwabe (ed. giapponese), Roberto Palermo (ed. italiana)
Isamu è un uomo che vive nella stanza 102 dell'appartamento Shimizu. Nonostante il suo aspetto intimidatorio, adora i bambini ed è molto affettuoso con Kotaro.
Mizuki Akitomo (秋友 美月?, Akitomo Mizuki)
Doppiata da: Saori Hayami (ed. giapponese), Elena Mancuso (ed. italiana)
Mizuki è una giovane donna che vive nella stanza 201 dell'appartamento Shimizu. È sempre di buon umore e spesso invita Kotaro a prendere il tè. Ha i capelli lunghi e occhi rosa.
Ayano Kobayashi (小林 綾乃?, Kobayashi Ayano)
Doppiata da: Yumiri Hanamori (ed. giapponese), Virginia Astarita (ed. italiana)
Ayano è una avvocata che gestisce il caso di Kotaro che riguarda la morte di sua madre. Ha i capelli neri e occhi grigi con occhiali color rosa.
Aota (青田?)
Doppiato da: Soma Saito
Aota è uno dei vicini di Kotaro. Gestisce il caso della scomparsa di suo padre. Viene visto con un uniforme bianco con il colletto blu, con capelli e occhi castani.
Ryōta (亮太?)
Doppiato da: Kaito Ishikawa (ed. giapponese), Gianandrea Muià (ed. italiana)
Ryota è un amico di Kotaro. Ha una passione per l'osservazione delle stelle e ha persino portato Kotaro a vedere una pioggia di meteoriti con lui. Ha i capelli a punta e occhi neri.
Tōko Futaba (二葉 透子?, Futaba Tōko)
Doppiata da: Yūka Morishima (ed. giapponese), Laura Valastro (ed. italiana)
Tōko è la maestra d'asilo di Kotaro. Ha i capelli a punta neri lunghi fino alle spalle e occhi beige.
Takuya (タクヤ?)
Doppiato da: Minami Shinoda (ed. giapponese), Jolanda Granato (ed. italiana)
Takuya è un amico e compagno di classe di Kotaro. Ha i capelli e occhi neri.
Tonosaman (とのさまん?)
Doppiato da: Rie Kugimiya (ed. giapponese), Davide Farronato (ed. italiana)
Tonomasan è un personaggio del cartone televisivo che Kotaro ama guardare ed è un samurai con una tunica viola e al fianco sinistro tiene una spada. Ha la testa e occhi neri tondi, ha un naso rosso ovale.

## Media

### Manga
Il manga, scritto e disegnato da Mami Tsumura, inititolato Kotaro wa 1-ri Kurashi (コタローは1人暮らし?), è stato serializzato sulla rivista Big Comic Superior della casa editrice Shogakukan pubblicando il primo volume tankobon dal 13 marzo 2015. Al 30 giugno 2022, sono stati pubblicati in totale nove volumi.
Nel 2018, il manga ha vinto l'Electronic Manga Award nella categoria per ragazzi.

#### Volumi[2]
| Nº | Data di prima pubblicazione | Data di prima pubblicazione | Data di prima pubblicazione |
| Nº | Giapponese                  | Giapponese                  |                             |
| -- | --------------------------- | --------------------------- | --------------------------- |
| 1  | 28 dicembre 2015            | ISBN 978-4-09-187355-2      |                             |
| 2  | 30 settembre 2016           | ISBN 978-4-09-187788-8      |                             |
| 3  | 30 agosto 2017              | ISBN 978-4-09-189625-4      |                             |
| 4  | 30 maggio 2018              | ISBN 978-4-09-189882-1      |                             |
| 5  | 30 gennaio 2019             | ISBN 978-4-09-860211-7      |                             |
| 6  | 30 ottobre 2019             | ISBN 978-4-09-860411-1      |                             |
| 7  | 30 settembre 2020           | ISBN 978-4-09-860717-4      |                             |
| 8  | 30 settembre 2021           | ISBN 978-4-09-861152-2      |                             |
| 9  | 30 giugno 2022              | ISBN 978-4-09-861322-9      |                             |

### Dorama
Un adattamento televesivo di tipo dorama, intitolato Kotaro wa Hitorigurashi (コタローは1人暮らし?) e che contiene un totale di 10 episodi, è andato in onda dal 24 aprile al 26 giugno 2021 sulla rete TV Asahi, con Yū Yokoyama nei panni di Shin Karino ed Eito Kawahara che interpreta Kotaro Satō. Un sequel, Kaette kita zo yo Kotaro wa hitorigurashi (帰ってきたぞよ コタローは1人暮らし?), è andato in onda nell'aprile del 2023 con gli stessi attori protagonisti e sempre su TV Asahi.
Uno spin-off della serie, intitolato Hanawa Sensei wa Hanninmae (花輪せんせいは半人前!??) e con protagonista un maestro dell'asilo a cui va Kotaro, è andato in onda dal 22 maggio al 19 giugno 2021 sul servizio web Telasa, per un totale di 5 episodi.

### ONA
Successivamente, dieci episodi ONA, prodotti dallo studio Liden Films, sono andati in onda il 10 marzo 2022 con il titolo Kotaro abita da solo (コタローは1人暮らし?, Kotarō wa Hitori Gurashi). In Italia, così come in alcuni paesi, gli episodi sono stati distribuiti sulla piattaforma streaming Netflix in versione sottotitolata e doppiata.

#### Episodi
| Nº | Titolo italiano Giapponese 「Kanji」 - Rōmaji | In onda       | In onda |
| Nº | Titolo italiano Giapponese 「Kanji」 - Rōmaji | Giapponese    |         |
| 1  | Episodio 1 「コタローで候」 - Kotarou de Soro「せんとうモード」 - Sentou Mode「認知騒動」 - Ninchi Soudou「朝帰りのオンナに」 - Asagaeri no Onna ni「古い絵の漫画家」 - Furui E no Mangaka「噓か誠か?」 - Furui E no Mangaka                             | 10 marzo 2022 |         |
| 2  | Episodio 2 「とのさまんの特別」 - Tonosaman no Tokubetsu「とのさまんの最後」 - Tonosaman no Saigo「フロ騒動」 - Furo Soudou「クマ!」 - Kuma!「晴れの日の面々」 - Hare no Hi no Menmen「コンビニ弁当からの......」 - Konbini Bentou kara no......         | 10 marzo 2022 |         |
| 3  | Episodio 3 「家族のために」 - Kazoku no Tame ni「おでかけの理由」 - Odekake no Riyuu「おしゃれ道」 - Oshare Michi「指名してみる」 - Shimei Shitemiru「写真に注意」 - Shashin ni Chuui「手土産をどうぞ」 - Temiyage o Douzo                               | 10 marzo 2022 |         |
| 4  | Episodio 4 「グルメな奴!?」 - Gourmet na Yatsu!?「ドッジコタロー」 - Dodge Kotarou「誕生会とは?」 - Tanjoukai to wa?「レッツ家出」 - Let`s Iede「ヨッテウタッテ」 - Yotte Utatte「ナツマツリ」 - Natsumatsuri                                            | 10 marzo 2022 |         |
| 5  | Episodio 5 「こだわりのティッシュ」 - Kodawari no Tissue「みんなを御招待」 - Minna o Goshoutai「演技派コタロー」 - Engiha Kotarou「星の降る夜に」 - Hoshi no Furu Yoru ni「日曜日なのに......」 - Nichiyoubi na no ni......「その腹は?」 - Sono Hara wa? | 10 marzo 2022 |         |
| 6  | Episodio 6 「新たな入居者」 - Arata na Nyuukyosha「何者だ!?」 - Nanimono Da!?「いらぬ!!」 - Nanimono Da!?「強くなりたい」 - Tsuyoku Naritai「その声は」 - Sono Koe wa「名探偵」 - Meitantei                                                              | 10 marzo 2022 |         |
| 7  | Episodio 7 「なんで遊ぶ?」 - Nande Asobu?「風邪?」 - Kaze?「内見へ行こう」 - Naiken e Ikou「お前もか!!」 - Omae mo ka!!「相手を想えば」 - Aite o Omoeba                                                                                                  | 10 marzo 2022 |         |
| 8  | Episodio 8 「インソツ」 - Insotsu「来訪者」 - Raihousha「ニューカマー」 - Newcomer「疑惑の給食」 - Giwaku no Kyuushoku「コレクション」 - Collection「サッカー日和」 - Soccer Hiyori                                                                      | 10 marzo 2022 |         |
| 9  | Episodio 9 「特別な時間」 - Tokubetsu na Jikan「師匠直伝」 - Shishou Jikiden「ウェルカムな人」 - Welcome na Hito「枕の思い出」 - Makura no Omoide「信じてるってよ」 - Shinjiterutte yo「変わらないもの」 - Kawaranai Mono                                | 10 marzo 2022 |         |
| 10 | Episodio 10 「進ちゃんのこと」 - Susumu-chan no Koto「ピンポン」 - Ping Pong「新聞たくさん」 - Shinbun Takusan「伝えたいこと」 - Tsutaetai Koto | 10 marzo 2022 |         |